# Pinaki
Pinaki neboli Te Kiekie je malý atol, nalézající se v souostroví Tuamotu ve Francouzské Polynésii. Geograficky je atol Pinaki částí středo-východní podskupiny Tuamotu, která dále zahrnuje atoly Ahunui, Amanu, Fangatau, Hao a Nukutavake.
Korálové útesy atolu mají tvar téměř plné kružnice, obklopující lagunu. Jediným spojením laguny s mořem je mělké ústí otevřené na západní straně. Nejbližším sousedem Pinaki je atol Nukutavake ležící 14 km severozápadně od Pinaki.
Pinaki měří 3 km na délku a méně než 2 km na šířku. Atol není obývaný, ale je občas navštěvován osadníky z Nukutavake.

## Historie
Prvním Evropanem, který připlul k atolu Pinaki byl 6. června 1767 anglický mořeplavec Samuel Wallis. Wallis nazval atol jménem Whitsunday.
Frederick Beechey nalezl roku 1826 atol neobývaný, ale zjistil, že na ostrově jsou chatrče a také malé zásobníky na uchovávání pitné vody, vytesané na korálových útesech.

## Administrativa
Pinaki patří do komunity Nukatavake, která kromě Pinaki zahrnuje další tři neobývané atoly.